# William Weaver
William Fense Weaver (Washington, 24 luglio 1923 – Rhinebeck, 12 novembre 2013) è stato un traduttore e saggista statunitense, tra i più noti e premiati traduttori dalla lingua italiana alla lingua inglese.

## Biografia
Nato in Virginia da un'abbiente famiglia sudista (soleva raccontare, con lo humour che lo contraddistingueva, "da piccolo non avevo una bicicletta..., avevo un pony", aveva chiamato il suo cane italiano Dixie), si laureò nel 1946 alla Princeton University, specializzandosi poi nel 1949 alla Sapienza di Roma, città in cui visse a lungo. Dopo essere stato in Africa, era giunto in Italia già nel 1943, durante lo sbarco a Salerno nella seconda guerra mondiale a cui prese parte come obiettore di coscienza quale autista di ambulanza per la A.F.S.; in quell'occasione, di stanza a Napoli, divenne amico carissimo di Raffaele La Capria. Subito dopo ebbe modo di incontrare Elsa Morante e Alberto Moravia, le cui opere vennero da lui fatte conoscere negli Stati Uniti d'America, quando venne rimpatriato per una TBC presa al fronte. Gli anni romani, pieni di amicizie con Peppino Patroni Griffi, Pierpaolo Pasolini, Enrico Medioli, Ruggero Nuvolari (l'antiquario, con cui condivise una casa) furono da lui ripercorsi in Open City (1999).
Fu inoltre traduttore di Umberto Eco e Italo Calvino, di poeti italiani e di libretti d'opera, avendo anche modo di lavorare, ancora prima di essere rientrato definitivamente negli USA, come commentatore radiofonico per gli spettacoli della Metropolitan Opera House. Terminò la sua carriera, dopo diversi incarichi in prestigiose università quali NYU, al Bard College di New York. Ricevette la laurea honoris causa dall'Università di Leicester e dal Trinity College di Hartford, oltre a diversi John Florio Prize, da cui alla fine venne escluso per statuto. Era membro dell'American Academy of Arts and Letters.
Nel 1988 vinse il Premio Diego Valeri, nell'ambito del Premio Monselice.

## Principali traduzioni
Giorgio Bassani
- The Heron, 1970 (L'airone, 1968)
- Five Stories of Ferrara, 1971 (Cinque storie ferraresi, 1956)
- Behind the Door, 1972 (Dietro la porta, 1964)
- The Smell of Hay, 1975 (L'odore del fieno, 1972)
- The Garden of the Finzi-Continis, 1977 (Il giardino dei Finzi-Contini, 1962)

Maria Bellonci
- Private Renaissance: A Novel, 1989 (Rinascimento privato, 1985)

Giuseppe Berto
- Incubus, 1966 (Il male oscuro, 1964)
- Antonio in Love, 1968 (La cosa buffa, 1966)

Roberto Calasso
- The Ruin of Kasch, 1994 (La rovina di Kasch, 1983) (con Stephen Sartarelli)

Italo Calvino
- Cosmicomics, 1965 (Le cosmicomiche, 1965)
- T zero, 1969 (Ti con zero, 1967)
- The Watcher and Other Stories, 1971 (La giornata d'uno scrutatore, 1963 e La nuvola di smog, 1958)
- Invisible Cities, 1974 (Le città invisibili, 1972)
- The Castle of Crossed Destinies, 1977 (Il castello dei destini incrociati, 1973)
- If On a Winter's Night a Traveler, 1981 (Se una notte d'inverno un viaggiatore, 1979)
- The Uses of Literature, 1982 (Una pietra sopra, 1980)
- Marcovaldo, or, The Seasons in the City, 1983 (Marcovaldo ovvero Le stagioni in città, 1963)
- Difficult Loves, 1984 (Gli amori difficili, 1949-58)
- Mr. Palomar, 1985 (Palomar, 1983)
- Prima che tu dica 'Pronto', 1985 (Prima che tu dica "pronto", 1985)
- Under the Jaguar Sun, 1988 (Sotto il sole giaguaro, 1986)

Paola Capriolo
- The Helsmsman, 1991 (Il nocchiero, 1989)

Carlo Cassola
- An Arid Heart, 1964 (Un cuore arido, 1961)

Andrea De Carlo
- Macno, 1987 (Macno, 1984)
- Yucatan, 1990 (Yucatan, 1986)

Alba de Céspedes
- Remorse, 1967 (Il rimorso, 1963)

Umberto Eco
- The Name of the Rose, 1983 (Il nome della rosa, 1980)
- Travels in Hyperreality, 1986 (parte di Sette anni di desiderio, 1983)
- Foucault's Pendulum, 1989 (Il pendolo di Foucault, 1988)
- The Bomb and the General, 1989 (La bomba e il generale, 1966-88)
- The Three Astronauts, 1989 (I tre cosmonauti, 1966-88)
- Serendipities: Language & Lunacy, 1989
- "A Rose by Any Other Name", in Guardian Weekly, 16 gennaio 1994 cfr.
- Misreadings, 1993 (Diario minimo, 1963-75)
- How to Travel with a Salmon and Other Essays, 1994 (Il secondo diario minimo, 1992)
- Apocalypse Postponed, 1994
- The Island of the Day Before, 1995 (L'isola del giorno prima, 1994)
- Postscript to "The Name of the Rose", 1995
- Baudolino, 2002 (Baudolino, 2000)

Alain Elkann
- Piazza Carignano, 1986 (Piazza Carignano, 1985)
- Misguided Lives: A Novel, 1989 (Montagne russe, 1988)

Oriana Fallaci
- A Man, 1980 (Un uomo, 1979)
- Inshallah, 1992 (Insciallah, 1990)

Pasquale Festa Campanile
- For Love, Only for Love, 1989 (Per amore, solo per amore, 1983)

Carlo Fruttero e Franco Lucentini
- The Sunday Woman, 1973 (La donna della domenica, 1972)

Carlo Emilio Gadda
- That Awful Mess on Via Merulana: A Novel, 1965 (Quer pasticciaccio brutto de via Merulana, 1957)
- "The fire in via Keplero" (L'incendio in via Keplero), in Art and Literature, 1, marzo 1964, pp. 18–30.
- Acquainted with Grief, 1969 (La cognizione del dolore, 1963)

Raffaele La Capria
- A Day of Impatience, 1954 (Un giorno d'impazienza, 1952)

Alessandra Lavagnino
- The Lizards, 1972 (I lucertoloni, 1969)

Primo Levi
- The Monkey's Wrench, 1986-95 (La chiave a stella, 1978)
- If Not Now, When?, 1995 (Se non ora, quando?, 1982)

Rosetta Loy
- The Dust Roads of Monferrato, 1990 (Le strade di polvere, 1987)

Albino Luciani
- Illustrissimi: Letters from Pope John Paul I, 1978

Luigi Malerba
- The Serpent, 1968 (Il serpente, 1965)
- What is this buzzing, do you hear it too?, 1969 (Salto mortale, 1968)

Eugenio Montale
- Butterfly of Dinard, 1966 (La farfalla di Dinard, 1956-60)
- "Italo Svevo, on the centenary of his birth", inn Art and Literature, 12, primavera 1967, pp. 9–31.

Elsa Morante
- History. A novel, 1977 (La Storia, 1974)
- Aracoeli: A Novel, 1984 (Aracoeli, 1982)

Alberto Moravia
- 1934: A Novel, 1983 (1934, 1982)
- Life of Moravia, 2000 (Vita di Moravia, 1990, con Alain Elkann)
- "Two Germans", 2002 (Due tedeschi, 1945), in Conjunctions: 38, Rejoicing Revoicing, Bard College
- Boredom, 2004 (La noia, 1960) (solo introduzione, traduzione di Angus Davidson)

Ugo Moretti
- Artists in Rome, 1958 (Gente al Babuino, 1955)

Goffredo Parise
- The Boss, 1966 (Il padrone, 1965)

Pier Paolo Pasolini
- A Violent Life, 1968 (Una vita violenta, 1959)

Luigi Pirandello
- One, No One, and One Hundred Thousand, 1990 (Uno, nessuno e centomila, 1926)
- The Late Mattia Pascal, 1964 (Il fu Mattia Pascal, 1904)

Renzo Rosso
- The Hard Thorn, 1966 (La dura spina, 1963)

Edoardo Sanguineti
- Estratti da Capriccio italiano, in Art and Literature, 2, estate 1964, pp. 88–97.

Ignazio Silone
- The School for Dictators, 1963 (La scuola dei dittatori, 1938-62)
- The Story of a Humble Christian, 1970 (L'avventura di un povero cristiano, 1968)

Mario Soldati
- The Emerald: A Novel, 1977 (Lo smeraldo, 1974)
- The American Bride, 1979 (La sposa americana, 1977)

Italo Svevo
- Zeno's Conscience, 2001 (La coscienza di Zeno, 1923)

Giuseppe Verdi e Arrigo Boito
- The Verdi-Boito Correspondence, 1994 (Carteggio Verdi-Boito, 1978)

Cesare Zavattini
- Zavattini: Sequences from a Cinematic Life, 1970 (Straparole, 1967)
- Open City: Seven Writers in Postwar Rome. Ignazio Silone, Giorgio Bassani, Alberto Moravia, Elsa Morante, Natalia Ginzburg, Carlo Levi, Carlo Emilio Gadda, Steerforth 1999 (a cura di)

## Opere originali
- A Tent In This World (novella, 1950-99); trad. di Giorgio Armitrano, Una tenda in questo mondo, Milano: Baldini e Castoldi, 1994 ISBN 88-85987-53-2
- Duse: a biography (biografia di Eleonora Duse, 1984); trad. di Francesco Saba Sardi, Eleonora Duse, Milano: Bompiani, 1985
- The Golden Century of Italian opera from Rossini to Puccini (1980)
- Puccini: The Man and His Music (1977)
- The Puccini Companion: Essays on Puccini's Life and Music (1994, a cura di, con Simonetta Puccini)
- Seven Puccini Librettos in the Original Italian (1981)
- Seven Verdi Librettos: With the Original Italian (1977)
- The Verdi Companion (1979)
- Verdi, a Documentary Study (1977)

## Articoli
- "Pendulum Diary", Southwest Review, 75 (2), 1990, pp. 150-78.
- "The Process of Translation", in John Biguenet e Rainer Schulte, The Craft of Translation, Chicago: The University of Chicago Press, 1989
- Introduzione a Eleanor Clark, Rome and a Villa (2000)
- Italo Calvino, Uno scrittore pomeridiano: intervista sull'arte della narrativa (a cura di, con Damien Pettigrew), trad. di Giorgio Testa, con un ricordo di Pietro Citati, Roma: minimum fax, 2003 ISBN 88-87765-86-3

## Interviste
- "William Weaver, The Art of Translation No. 3." The Paris Review, 161, primavera 2002.
- "An Interview with William Weaver", a cura di Martha King. Translation Review, 14, 1984. pp. 4–9.
- Bound to Please, a cura di Michael Dirda, Norton, 2005, pp. 31–33.

## Prosa radiofonica Rai
- Fiori per un negro, radiodramma di W. Weaver, regia di Anton Giulio Majano, trasmesso il 30 gennaio 1948